# Bättelmatthorn
Bättelmatthorn (wł. Punta dei Camosci) – szczyt w Alpach Lepontyńskich, części Alp Zachodnich. Leży na granicy między Szwajcarią (kanton Valais) a Włochami (region Lombardia). Należy do podgrupy Alpy Monte Leone – Świętego Gotarda. Można go zdobyć ze schroniska Rifugio Città di Busto (2480 m).